# Journal of Computational Physics
El Journal of Computational Physics es una revista científica bimestral que cubre la física computacional, fundada en 1966 y publicada por Elsevier. Desde 2015 su redactor jefe es Rémi Abgrall (Universidad de Zúrich). Según Journal Citation Reports, Journal of Computational Physics tiene un factor de impacto de 4.645 en 2021, lo que lo ubica en el tercer lugar entre 56 en la categoría Física, Matemática.